# Titularbistum Limyra
Limyra ist ein Titularbistum der römisch-katholischen Kirche. 
Es geht zurück auf das antike und byzantinische Bistum der Stadt Limyra in der kleinasiatischen Landschaft Lykien in der heutigen Türkei.
| Titularbischöfe von Limyra |                                             |                                                                            |                    |                    |
| Nr.                        | Name                                        | Amt                                                                        | von                | bis                |
| 1                          | Giovanni Battista Multedi OCD               | Apostolischer Vikar von Verapoly (Indien)                                  | 1. Februar 1714    | 6. April 1750      |
| 2                          | Antonio Leli                                | Weihbischof in Sabina (Italien)                                            | 16. Dezember 1771  | Dezember 1779      |
| 3                          | Adam Korwin Kossakowski SJ                  | Weihbischof in Inflanty (Livland) / Weihbischof in Vilnius (Polen-Litauen) | 1. Juni 1795       | 4. Mai 1828        |
| 4                          | James Gillies                               | Apostolischer Vikar von Eastern District (Schottland)                      | 28. Juli 1837      | 24. Februar 1864   |
| 5                          | Manuel Ulloa y Calvo                        | Koadjutorbischof in Leon (Nicaragua)                                       | 25. September 1865 | 20. September 1867 |
| 6                          | Calisto Clavio                              | emeritierter Bischof von La Paz (Peru)                                     | 4. Mai 1874        |                    |
| 7                          | Stanislas Henri Verjus MSC                  | Koadjutorvikar von Neuguinea (Papua-Neuguinea)                             | 8. April 1889      | 13. November 1892  |
| 8                          | Alexandre Cardot MEP                        | Apostolischer Vikar von Südburma (Burma)                                   | 21. März 1893      | 18. Oktober 1925   |
| 9                          | Alexander Frison                            | Apostolischer Administrator von Odessa (Ukraine)                           | 10. Mai 1926       | 20. Juni 1937      |
| 10                         | Joaquim Rafael Maria d'Assunção Pitinho OFM | em. Bischof von Santiago de Cabo Verde (Kap Verde)                         | 5. Mai 1940        | 22. November 1959  |
| 11                         | Alfons Karl Kempf                           | Weihbischof in Würzburg (Deutschland)                                      | 27. Dezember 1959  | 8. November 1999   |